# Abraj Al Lulu
El complejo Abraj Al Lulu es un gran proyecto residencial localizado en Manama, la capital de Baréin. El proyecto consta de tres grandes edificios, dos de las cuales tienen 50 plantas, y un tercer edificio de 40 plantas. Las tres torres (denominadas Perla de Oro, Perla de Plata y Perla Negra) están localizadas cerca de King Faisal Highway, y a su vez cercanas a otros lugares populares como la Plaza de la Perla, la Torre NBB, Bahrain World Trade Center y el Bahrain Financial Harbour. El proyecto completo ocupa un espacio aproximado de 23 230 m².

## Diseño
Los tres grandes edificios del complejo Abraj Al Lulu fueron construidos por la compañía Al Hamad, siguiendo el diseño arquitectónico de tres grandes estudios de arquitectura encabezados por Ja'afar Tuqan,  Cowi Al Moayed y Habib Mudara.
El complejo, terminado en marzo de 2009, tiene aparcamientos para 1100 coches en cuatro plantas exclusivas, y consta de más de 860 lujosos apartamentos. El rascacielos de Abraj Al Lulu es uno de los mayores rascacielos de Manama.